# Champagne cocktail
Champagne cocktail är en alkoholhaltig dryck gjord på socker, Angostura-bitter, Champagne, konjak och ett cocktailbär som garnering. Det är en av IBA:s officiella cocktails.
Ett recept på cocktailen dyker upp så tidigt som "Professor" Jerry Thomas Bon Vivant's Companion (1862), som utelämnar konjak och anses vara den "klassiska" amerikanska versionen. Harry Johnson var en av bartendrarna som återupplivade modellen genom att lägga till frukt till receptet. Receptet återgick dock under tidigt 1900-talet till sin tidigare minimalism.